# Bobby Averell
Bobby Averell (Magherafelt, 1º gennaio 1947) è un ex calciatore nordirlandese, di ruolo difensore.

## Carriera
Difensore centrale, Averell inizia la carriera agonistica nel Coleraine, per poi passare nel 1968 al Ballymena Utd, squadra nella quale giocherà sino al 1978, ad esclusione di un periodo in Canada al Toronto Metros.
Con la squadra di Ballymena Averell ha sempre giocato nella massima serie nordirlandese, vincendo una City Cup nella stagione 1971-1972, segnando anche la rete decisiva nella finale contro gli Ards, e una Gold Cup nell'edizione 1974-1975, battendo in finale il Glentoran.
Nella stagione 1972 si trasferisce in Canada per giocare nella franchigia NASL dei Toronto Metros, con cui ottiene il quarto posto della Northern Division. 
Nel torneo seguente raggiunge invece le semifinali del torneo nella , perse contro i futuri campioni del Philadelphia Atoms.

## Palmarès

### Competizioni nazionali
- City Cup: 1

Ballymena Utd: 1971-1972
- Gold Cup (Irlanda del Nord): 1

Ballymena Utd: 1974-1975